# Kivijärvi (sjö i Storå, Södra Österbotten)
Kivijärvi är en sjö i kommunen Storå i landskapet Södra Österbotten i Finland. Arean är 38 hektar och strandlinjen är 3,28 kilometer lång. Sjön  ingår i Lappfjärds å huvudavrinningsområde.   Den ligger omkring 98 kilometer sydväst om Seinäjoki och omkring 260 kilometer nordväst om Helsingfors. 